# 彭鹏
彭鹏（1637年—1704年），字奮斯，號無山，一號古愚，又號九峰，福建莆田小横塘（今黄石镇横塘村）人。彭鵬為官清廉，後世稱「彭青天」，並在清史中與康熙時期著名的官員于成龍、陳璸、施世綸、陳鵬年同列一傳。

## 生平

### 早期
彭汝柏之長子。崇祯十年（1637年）出生，自幼家境窮困，他的先祖雖然累世仕宦，但是並不富裕。順治十一年（1654年），彭鵬應學使者試，名列榜首，順治十七年（1660年），於福建中鄉舉。之後彭鵬參加會試路途坎坷，第一次乘舟行至建寧縣大溪灘，因為當地治安不佳導致行舟被盜賊所劫，因而折返回鄉，錯過會試機會。三年後會試之期，因省中胥吏借庚子科舊案為由，被除去參試資格。到了康熙六年（1667年）丁未科、九年（1670年）庚戌科與十二年（1673年）癸丑科，彭鵬凡三上春官而三不第，據傳因「不肯作俗下文字」，所以不為考官所識拔，前後共歷五屆會試也未能中試成進士。

### 三藩之亂時
康熙十三年（1674年）發生三藩之亂，耿精忠在福建起兵叛亂，並下令徵召全省有科名的縉紳為他效力，而彭鵬堅拒不屈裝病絕食拒絕徵召。
彭鵬在自己的著作中描述「苦柏男彭鵬，於甲寅六月吐血，七月奉催錄用。隨蒙奉諭舉荐，俱以患病哀籲轉詳在案。病死而甦七次，延至本年正月十五日，又死一次，三月十五至二十一，連死七日，五月十七死一次，閏五月十六死一次，六月十八死一次，本月初八死一次。」
彭鵬拒絕徵招時長達三年，起初是以不吃不喝，斷絕飲食令其身體枯瘦如柴、虛弱無力。後來因服用綠豆汁造成久瀉不癒的情況，久而久之導致身體虛弱不堪，奄奄一息，甚至多次暈厥、休克。

### 任三河縣知縣
康熙二十三年（1684年），彭鵬被授三河知縣，直到康熙二十九年（1690年），歷時六年。根據清史《彭鵬傳》記載，「有中夜矯傳密旨者，鵬察其詐，延與語，陰令人發其橐，果詐也，立擒解伏法。」「請罷公私徽索，增採買米價。牒數十上，上司持不上，至自劾，必得請乃已。」彭鵬在任期間整頓地方，改革陋規，經常為了地方治安，親自巡緝村莊。而且每逢縣內發生人命重案而需要實地檢驗時，不但親自前往現場，而且與仵作一同動作。彭鵬為求查明真相，不懼怕權貴，皆一視同仁，秉公執法，從不徇私枉法，深受百姓愛戴，而有「清官」之名。彭鵬在三河縣為官忠廉的政績，得到直隸巡撫于成龍的信賴與支持，並得到康熙拔彭鵬為「天下牧令之第一」的賞識。
彭鵬對上級建議實行旗莊保甲制度，以擴展縣令對旗莊的稽察權力，在于成龍給予的支持下使制度得以實行。康熙二十七年（1688年），三河縣發生一件十三歲童子田長明被人殺害的命案，彭鵬遭順天府府尹許三禮參劾，指為溺職，被降至十三級調用。一年後，因為詔舉廉能吏，授工科給事中。

### 晚年與逝世
康熙三十六年（1697年）五月，彭鵬被召回京補刑科給事中，同年九月升為貴州按察使。康熙三十七年（1698年）破格升為僉都御史，巡撫廣西。上任減稅免賦，上疏要求增設武科。康熙三十九年（1700年）調職廣東擔任巡撫，當時暴雨成災造成當地飢荒，彭鵬連忙調糧開倉，賑濟災民。
康熙四十三年（1704年），逝於廣東官舍，享年69歲，葬於華亭雲峰村。

## 人物評價

### 康熙皇帝
康熙於彭鵬死後所頒的諭旨云：「四十三年正月，卒於官，年六十有八。遺疏至，得旨：彭鵬自為縣令以至巡撫，居官皆善，伊所屬大小官員，從未有因親友分別重視，誠為實心供職，克盡勤勞。忽聞溘逝，朕心深為軫惻。應得卹典，該部察例具奏。」

### 文學形象
彭鵬為民間的通俗小說，清人貪夢道人所撰寫《彭公案》主角的原型，小說中的主角名為彭朋，字友仁，為康熙時期的四川成都府的駐防旗人，為官清廉公正。

### 影視形象
- 《大審判》（1994年），由田文仲飾演。
- 《怪俠歐陽德》（2001年台灣電視劇），由馬幼興飾演。
- 《怪俠歐陽德》（2011年中國大陸電視劇），由李進榮飾演。

## 延伸阅读
[在维基数据编辑]
 《清史稿·卷277》，出自趙爾巽《清史稿》